# راجنار كريستيانسن
راجنار كريستيانسن هو سياسي نرويجي، ولد في 28 ديسمبر 1922 في درامن في النرويج، وتوفي في 17 فبراير 2019. نشط حزبياً في حزب العمال.

## مناصب
- انتخب County Governor of Buskerud ‏ (1979 – 1989).
- انتخب عضو برلمان النرويج  [لغات أخرى]‏ عن دائرة Buskerud (Storting constituency) [الإنجليزية]‏ وقد انضم خلال فترته النيابية ‏ (1973 – 1977) للكتلة البرلمانية حزب العمال.
- انتخب عضو برلمان النرويج  [لغات أخرى]‏ عن دائرة Buskerud (Storting constituency) [الإنجليزية]‏ وقد انضم خلال فترته النيابية ‏ (1969 – 1973) للكتلة البرلمانية حزب العمال.
- انتخب عضو برلمان النرويج  [لغات أخرى]‏ عن دائرة Buskerud (Storting constituency) [الإنجليزية]‏ وقد انضم خلال فترته النيابية ‏ (1965 – 1969) للكتلة البرلمانية حزب العمال.
- انتخب عضو برلمان النرويج  [لغات أخرى]‏ عن دائرة Buskerud (Storting constituency) [الإنجليزية]‏ وقد انضم خلال فترته النيابية ‏ (1961 – 1965) للكتلة البرلمانية حزب العمال.
- انتخب نائب عضو برلمان النرويج  [لغات أخرى]‏ عن دائرة Buskerud (Storting constituency) [الإنجليزية]‏ وقد انضم خلال فترته النيابية ‏ (1954 – 1957) للكتلة البرلمانية حزب العمال.
- انتخب نائب عضو برلمان النرويج  [لغات أخرى]‏ عن دائرة Buskerud (Storting constituency) [الإنجليزية]‏ وقد انضم خلال فترته النيابية ‏ (1950 – 1953) للكتلة البرلمانية حزب العمال.
- انتخب Minister of Finance of Norway ‏ (17 مارس 1971 – 18 أكتوبر 1972).
- انتخب Minister of Transport of Norway [الإنجليزية]‏ (15 يناير 1976 – 11 يناير 1978).
- انتخب عضو برلمان النرويج  [لغات أخرى]‏ عن دائرة Buskerud (Storting constituency) [الإنجليزية]‏ وقد انضم خلال فترته النيابية ‏ (1958 – 1961) للكتلة البرلمانية حزب العمال.